# École suisse d'archéologie en Grèce
L'École suisse d'archéologie en Grèce (ESAG, en grec: Ελβετική Αρχαιολογική Σχολή στην Ελλάδα) est l'un des centres de recherche archéologiques étrangers de Grèce. 
Depuis 1964, des archéologues suisses participent au dégagement des vestiges de l'ancienne Érétrie, en Eubée, et contribuent à leur mise en valeur.  Le siège de l'École en Grèce se trouve à Athènes, Odos Skaramanga 4 B. L'école dispose aussi d'une maison et de bureaux à Érétrie, Odos Apostoli 15. En Suisse, les services de l'école sont hébergés par l'Université de Lausanne.

## Description

### Histoire
L'École suisse d'archéologie en Grèce est notamment fondée par Olivier Reverdin. Elle voit le jour après que le Conseil archéologique grec a invité les universités suisses en 1962 à participer aux fouilles et à la conservation du site d'Érétrie. Portant d'abord le nom de mission suisse, elle se voit dotée du statut d'école archéologique en 1975. La fondation de l'école, qui a son siège à Berne, est créée en 1983. 
Les premières fouilles de la mission ont lieu en 1964, sous la direction de Karl Schefold (de). Le siège de la mission, une maison du XIXe siècle, est acquis en 1970 par le Fonds national suisse de la recherche scientifique.
L'école est en 1998 la seule mission archéologique permanente suisse à l'étranger.

### Financement
L'école est notamment financée par le Fonds national suisse de la recherche scientifique.

### Directeur
- 1982 - 2006 : Pierre Ducrey[5]
- 2007 - 2021 : Karl Reber (de)[6]
- depuis le 1er juillet 2021 : Sylvain Fachard[7]

## Distinction
- 2007 : diplôme de reconnaissance nationale (Grèce)[8]

## Expositions
- 1985 : Érétrie. 20 ans de fouilles archéologiques suisses en Grèce, Lausanne, musée historique de l'Ancien Évéché[9]
- 2010 : Cité sous terre. Des archéologues suisses explorent la cité grecque d’Érétrie, Bâle, Antikenmuseum Basel und Sammlung Ludwig[10]

## Publications
Série ERETRIA, Fouilles et recherches
- I Paul Auberson, Temple d'Apollon Daphnéphoros. Architecture (1968).
- II Ingrid R. Metzger, Die hellenistische Keramik in Eretria (1969).
- III Claude Bérard, L'Hérôon à la Porte de l'Ouest (1970).
- IV Clemens Krause, Das Westtor. Ergebnisse der Ausgrabungen 1964-1968 (1972).
- V André Hurst, Jean-Paul Descoeudres, Paul Auberson,  Ombres de l'Eubée?; Die vorklassische Keramik aus dem Gebiet des Westtores; Le temple de Dionysos (1976).
- VI Jean-Paul Descoeudres, Christiane Dunant, Ingrid R. Metzger, Claude Bérard, Euboeans in Australia; Stèles funéraires; Gefässe mit Palmetten-Lotus Dekor; Die Funde aus den Pyrai; Topographie et urbanisme de l'Erétrie archaïque: l'Hérôon (1978).
- VII Ingrid R. Metzger, Das Thesmophorion von Eretria. Funde und Befunde eines Heiligtums (1985).
- VIII Pierre Ducrey, Ingrid R. Metzger, Karl Reber, Le Quartier de la Maison aux mosaïques (1993).
- IX Kristine Gex, Rotfigurige und weissgrundige Keramik (1993).
- X Karl Reber, Die klassischen und hellenistischen Wohnhäuser im Westquartier (1998).
- XI Denis Knoepfler, Décrets érétriens de proxénie et de citoyenneté (2001).
- XII Nina Mekacher, Marek Palaczyk, Matrizengeformte hellenistische Terrakotten; Esther Schönenberger, Amphorenstempel. Grabungen 1964-2001 (2003).
- XIII Elena Mango, Das Gymnasion (2003).
- XIV Sandrine Huber, L'Aire sacrificielle au nord du Sanctuaire d'Apollon Daphnéphoros. Un rituel des époques géométrique et archaïque (2003).
- XV Ferdinand Pajor, Eretria - Nea Psara. Eine klassizistische Stadtanlage über der antiken Polis (2006).
- XVI Stephan G. Schmid, Boire pour Apollon. Céramique hellénistique et banquets dans le Sanctuaire d'Apollon Daphnéphoros (2006).
- XVII Béatrice Blandin, Les pratiques funéraires d'époque géométrique à Erétrie. Espace des vivants, demeures des morts (2007).
- XVIII Hans Peter Isler, with a contribution by Elisa Ferroni, Das Theater (2007).
- XIX Caroline Huguenot, La Tombe aux Erotes et la Tombe d'Amarynthos. Architecture funéraire et présence macédonienne en Grèce centrale (2008).
- XX Samuel Verdan, Anne Kenzelmann Pfyffer, Claude Léderrey, Céramique géométrique d'Erétrie (2008).
- XXI Sylvian Fachard, La défense du territoire. Etude de la chôra érétrienne et de ses fortifications (2012).
- XXII Samuel Verdan, Le sanctuaire d'Apollon Daphnéphoros à l'époque géométrique (2013).
- XXIII Kristine Gex, Im Zentrum der Stadt. Klassische und hellenistische Funde und Befunde aus dem Grundstück Bouratza (Ausgrabung 1979–1981) (2019).
- XXIV Guy Ackermann, La céramique d’époque hellénistique. Une chrono-typologie au service de l’histoire d’une ville grecque entre la fin du IVe et le Ier s. av. J.-C. (2020).
- XXV Thierry Theurillat, Guy Ackermann, Marc Duret et Simone Zurbriggen, Les thermes du centre (2020).
- XXVI Tamara Saggini, Céramique en contextes. Érétrie au tournant des époques archaïque et classique (2024).

Série AMARYNTHOS, Fouilles et recherches
- I Denis Knoepfler, Décret du Peuple d’Érétrie pour des magistrats militaires exposé dans l’Artémision (2024).

Autres publications
- Erétrie. Guide de la cité antique (2004).
- Cité sous terre. Des archéologues suisses explorent la cité grecque d’Érétrie (2010).
- Ferdinand Pajor, ΕΡΕΤΡΙΑ | ΝΕΑ ΨΑΡΑ (2010).
- ἀποβάτης – Mélanges eubéens offerts à Karl Reber (2020)

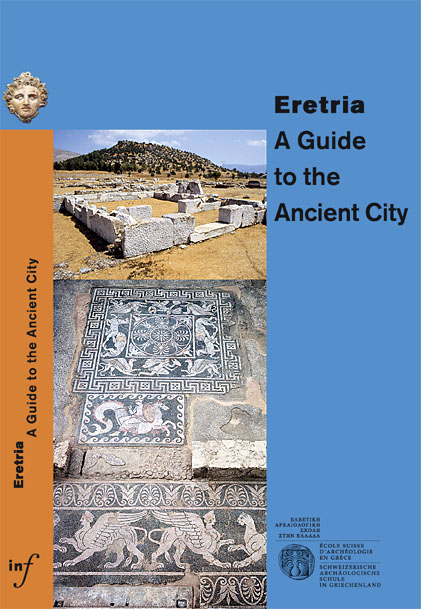
Erétrie. Guide de la cité antique
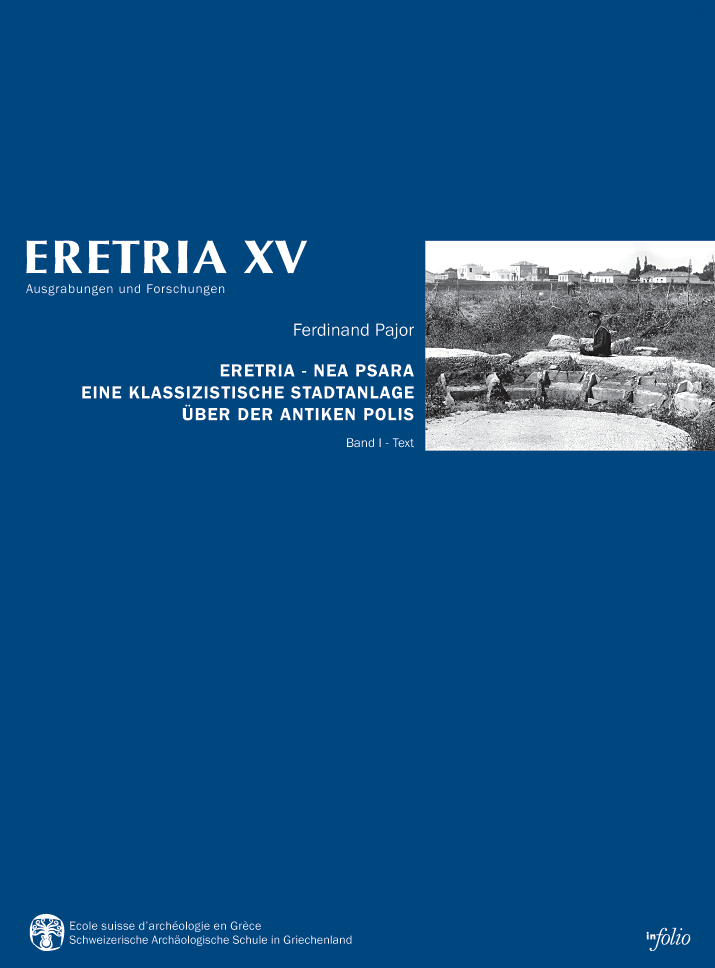
Eretria XV